# علم الأحياء والتوجه الجنسي
إن العلاقة ما بين علم الأحياء والتوجه الجنسي هي موضوع بحث. أحد المحددات البسيطة والمفرد للتوجه الجنسي لم تثبت بشكل قاطع; فمختلف الدراسات تشير إلى وجود اختلاف، حتى المواقف متضاربة، ولكن العلماء افترضوا أنها جمع بين عوامل وراثية، وهرمونية، واجتماعية تعمل على تحديد الميول الجنسية. النظريات البيولوجية لشرح أسباب التوجه الجنسي هي أكثر شعبية، والعوامل البيولوجية قد ينطوي على تفاعل معقد بين العوامل الوراثية والبيئة الرحمية المبكرة. هذه العوامل التي قد تكون ذات صلة في تطوير التوجهات الغيرية، المثلية، ازدواجية الميول الجنسية أو اللاجنسية، و تشمل الجينات، الهرمونات قبل الولادة وبنية الدماغ.

## البحوث والدراسات العلمية

### تطور الجنين والهرمونات
اعتبر تأثير الهرمونات على الجنين النامي الفرضية السببية الأكثر تأثيرًا لتطور التوجه الجنسي. بعبارة بسيطة، يبدأ دماغ الجنين النامي في حالة «أنثى» نموذجية. يستحث وجود الكروموسوم Y عند الذكور تطوير الخصيتين، اللتان تفرزان التستوستيرون، الهرمون الأساسي المنشط لمستقبلات الأندروجين، لتذكير الجنين ودماغه. يدفع التأثير الذكوري هذا الذكور نحو امتلاك بنى دماغية نموذجية للذكور، وغالبًا نحو الإنجذاب إلى الإناث. افترض أن الرجال المثليين قد يكونوا تعرضوا لقليل من التستوستيرون في مناطق رئيسية من الدماغ، أو كان لديهم مستويات مختلفة من تقبل آثاره الذكورية، أو تعرضوا لتقلبات في أوقات حرجة. أما بالنسبة للنساء، افترض أن ارتفاع مستويات التعرض للتستوستيرون في مناطق رئيسية قد يزيد من احتمالية الانجذاب إلى نفس الجنس. تدعم دراسات نسبة أصابع اليد اليمنى هذه الفرضيات، التي تعد علامة قوية للتعرض للتستوستيرون قبل الولادة. تملك السحاقيات، وسطيًا، نسبة أصابع ذكورية أكبر بشكل ملحوظ، وهي نتيجة تكررت مرات عديدة في دراسات لعدة ثقافات. يصعب قياس التأثيرات المباشرة لأسباب أخلاقية، لكن يمكن أن تحفز التجارب على الحيوانات التي يتلاعب فيها العلماء بالتعرض للهرمونات الجنسية في أثناء الحبل السلوك الذكوري النموذجي الدائم وتزايده في إناث الحيوانات، والسلوك الأنثوي النموذجي في ذكور الحيوانات.
ثبت بقوة أن الاستجابات المناعية للأم في أثناء نمو الجنين تسبب شذوذ جنسي وازدواجية الميول الجنسية للذكور. أظهرت الأبحاث منذ التسعينيات أنه كلما ازداد عدد الأبناء الذكور للمرأة، ازداد احتمال أن يصبح الأبناء المولودين لاحقًا مثليين. تدخل الخلايا الذكرية مجرى دم الأم في أثناء الحمل، وهي خلايا غريبة على جهازها المناعة. استجابةً لذلك، تطور أجسامًا مضادة لتحييدها. تطلق هذه الأجسام المضادة على الأجنة الذكور المستقبلية وقد تحيد المستضدات المرتبطة بـY، التي تلعب دورًا في ذكورة الدماغ، وتترك مناطق الدماغ المسؤولة عن الانجذاب الجنسي في الوضع الأنثوي النموذجي، أو منجذبة إلى الرجال. كلما ازداد عدد الأبناء الذكور لأم، ازدادت مستويات هذه الأجسام المضادة، ما يخلق تأثير ترتيب الولادة الأخوي الملحوظ. أُكدت الأدلة البيوكيميائية الداعمة لهذا التأثير في دراسة مخبرية في عام 2017، ووجدت أن الأمهات اللواتي لديهن ابن مثلي الجنس، وخاصةً أولئك الذين لديهم إخوة أكبر، امتلكن مستويات عالية من الأجسام المضادة لبروتين-NLGN4Y Y مقارنةً بالأمهات اللاتي لديهن أبناء مغايرين جنسيًا. وصف جيه. مايكل بيلي الاستجابات المناعية للأم بأنها «سببية» للمثلية الجنسية للذكور. يُقدر أن هذا التأثير يمثل ما بين 15 و29% من الرجال المثليين، بينما يُعتقد أن الرجال المثليين ومزدوجي الميل الجنسي يدينون بالتوجه الجنسي للتفاعلات الجينية والهرمونية.
فضلت نظريات التنشئة الاجتماعية، التي سادت في القرن العشرين، فكرة أن الأطفال يولدون «غير متمايزين» ويدمجون اجتماعيًا في أدوار الجنسين والتوجه الجنسي. أدى ذلك إلى تجارب طبية حول فيها الأطفال حديثي الولادة والرضع جراحيًا إلى فتيات بعد حوادث مثل الختان الفاشل. ثم ربي هؤلاء الذكور وأنشئوا على أنهم إناث دون إخبارهم، لكن لم يجعلهم ذلك إناث ولم ينجذبوا إلى الرجال، خلافًا للتوقعات. ازداد عدد الحالات المنشورة التي أظهرت توجهًا جنسيًا وانجذب شديد إلى النساء. يوضح فشل هذه التجارب أن تأثيرات التنشئة الاجتماعية لا تحفز السلوك الأنثوي عند الذكور، ولا تجعلهم ينجذبون إلى الرجال، وأن التأثيرات التنظيمية للهرمونات على دماغ الجنين قبل الولادة لها تأثيرات دائمة. يدل هذا على «الطبيعة»، وليس التنشئة، على الأقل بالنسبة للتوجه الجنسي للذكور.

### التأثيرات الجينية
وجد أن الجينات المتعددة تلعب دورًا في التوجه الجنسي. حذر العلماء من أن معظم الأشخاص يسيئون فهم معنى جيني وبيئي. لا يعني التأثير البيئي بالضرورة أن البيئة الاجتماعية تؤثر أو تساهم في تطوير التوجه الجنسي. تعد فرضيات تأثير البيئة الاجتماعية بعد الولادة على التوجه الجنسي ضعيفة، خاصةً بالنسبة للذكور. ولكن، هناك بيئة غير اجتماعية شاسعة غير وراثية ولكنها بيولوجية، مثل تطور ما قبل الولادة، والتي يحتمل أن تساعد في تشكيل التوجه الجنسي.:76

### دراسات علم ما فوق الجينات
تشير دراسة إلى وجود صلة بين التركيب الجيني للأم والمثلية الجنسية لأبنائها. تملك النساء كروموسومين X، أحدهما «مغلق». يحدث تعطيل الكروموسوم X عشوائيًا في جميع مراحل الجنين، ما يؤدي إلى وجود خلايا فسيفسائية بالنسبة لنشاط الكروموسوم فيها. ولكن يبدو، في بعض الحالات، أن هذا التعطيل يمكن أن يحدث بطريقة غير عشوائية. ذكر بوكلاندت وآخرون (2006) أن أمهات الرجال المثليين اللواتي يعانين من انحراف شديد في تعطيل كروموسوم X أكثر بكثير في الأمهات اللواتي ليس لديهن أبناء مثليين. أظهرت 13% من الأمهات اللواتي لديهن ابن واحد مثلي الجنس، و23% من الأمهات اللواتي لديهن ولدان مثليان، انحرافًا شديدًا، مقارنة بـ 4% من الأمهات اللواتي ليس لديهن أبناء مثليين.

### ترتيب الولادة
ذكر بلانشارد وكلاسين (1997) أن زيادة عدد الأخوة الأكبر يزيد من احتمالات أن يكون الرجل مثليًا بنسبة 33%. يعد هذا الآن «أحد أكثر المتغيرات الوبائية المحددة موثوقية على الإطلاق في دراسة التوجه الجنسي». لتفسير هذه النتيجة، اقترح أن الأجنة الذكور تثير رد فعل مناعي عند الأم يصبح أقوى مع كل جنين ذكر متعاقب. تبدأ فرضية تحصين الأم (إم آي إتش) عندما تدخل خلايا من جنين ذكر الدورة الدموية للأم في أثناء الحمل أو في أثناء الولادة. تنتج الأجنة الذكور الأجسام المضادة H-Y التي «تشارك بشكل شبه مؤكد في التمايز الجنسي للفقاريات». لا يتعرف الجهاز المناعي للأم على هذه البروتينات المرتبطة بـY لأنها أنثى، ما يتسبب في تطوير أجسام مضادة تنتقل عبر الحاجز المشيمي إلى حجرة الجنين. من هنا، تعبر الأجسام المضادة للذكور الحاجز الدموي الدماغي (بي بي بي) لدماغ الجنين النامي، ما يؤدي إلى تغيير بنية الدماغ مثنوية الشكل الجنسية بالنسبة إلى التوجه الجنسي، ما يزيد من احتمالية انجذاب الابن المعرض لهذه الأجسام إلى الرجال أكثر من النساء. يقترح اعتبار أن الأجسام المضادة H-Y تتفاعل مع هذا المستضد و«تذكره». تهاجم لاحقًا الأجنة الذكور المتعاقبة بواسطة الأجسام المضادة H-Y التي تقلل بطريقة ما من قدرة مستضدات H-Y على أداء وظيفتها المعتادة في ذكورة الدماغ.

### خصوبة الأم
أجرى باحثون إيطاليون في عام 2004 دراسة شملت نحو 4,600 شخص كانوا أقارب 98 مثلي جنسي و100 متغاير جنسي. بدا أن قريبات الرجال المثليين لديهن ذرية أكبر من قريبات الرجال المتغايرين. وكان لدى قريبات الرجال المثليين من جانب الأم ذرية أكبر من ذرية القريبات من جانب الأب. وخلص الباحثون إلى وجود مادة وراثية تنقل على الكروموسوم X تعزز الخصوبة عند الأم والمثلية الجنسية عند ذريتها الذكور. تفسر الروابط المكتشفة نحو 20% من الحالات المدروسة، ما يشير إلى أن هذا يشكل عاملًا وراثيًا بالغ الأهمية ولكنه ليس العامل الوراثي الوحيد المحدد للتوجه الجنسي.